# 國民參政會舊址
國民參政會舊址位於重慶市渝中区解放碑街道中華路174號，文物遺址年代為1938-1946年，1992年3月19日列為重慶市第二批市級文物保護單位。2000年9月7日列為第一批重慶市文物保護單位。2013年3月5日公佈為第七批全國重點文物保護單位。